# Bethlehem (Virgínia Ocidental)
Bethlehem é uma vila localizada no estado norte-americano de Virgínia Ocidental, no Condado de Ohio.

## Demografia
Segundo o censo norte-americano de 2000, a sua população era de 2651 habitantes. 
Em 2006, foi estimada uma população de 2523, um decréscimo de 128 (-4.8%).

## Geografia
De acordo com o United States Census Bureau tem uma área de 
9,1 km², dos quais 9,1 km² cobertos por terra e 0,0 km² cobertos por água.

## Localidades na vizinhança
O diagrama seguinte representa as localidades num raio de 8 km ao redor de Bethlehem. 